# 2 de Octubre (Metro de Lima y Callao)
2 de Octubre es el nombre asignado a la tercera futura estación de la línea 3 del Metro de Lima y Callao en Perú. Será construida de manera subterránea en el distrito de Los Olivos.